# Puchar Świata w łyżwiarstwie szybkim 2023/2024
Puchar Świata w łyżwiarstwie szybkim 2023/2024 – 39. edycja Pucharu Świata w łyżwiarstwie szybkim. Cykl rozpoczął się 10 listopada 2023 r. w japońskim Obihiro, a zakończył 4 lutego 2024 r. w kanadyjskim Quebecu. Po raz piąty w historii zawody Pucharu Świata odbyły się w Polsce.
Puchar Świata rozgrywany był w sześciu miastach na trzech kontynentach.

## Medaliści zawodów

### Kobiety
| Lp.   | Data                 | Miejscowość         | Konkurencja                                                                           | 1. miejsce                                                                            | 2. miejsce                                                                            | 3. miejsce                                                                            | Źródło                                                                                |
| ----- | -------------------- | ------------------- | ------------------------------------------------------------------------------------- | ------------------------------------------------------------------------------------- | ------------------------------------------------------------------------------------- | ------------------------------------------------------------------------------------- | ------------------------------------------------------------------------------------- |
| 1. PŚ | 10–12 listopada 2023 | Obihiro             | 500 m (1) (10.11)                                                                     | Kimi Goetz                                                                            | Erin Jackson                                                                          | Femke Kok                                                                             | [ 1 ]                                                                                 |
| 1. PŚ | 10–12 listopada 2023 | Obihiro             | 1000 m (10.11)                                                                        | Jutta Leerdam                                                                         | Miho Takagi                                                                           | Kimi Goetz                                                                            | [ 1 ]                                                                                 |
| 1. PŚ | 10–12 listopada 2023 | Obihiro             | Bieg masowy (10.11)                                                                   | Ivanie Blondin                                                                        | Esther Kiel                                                                           | Mia Manganello-Kilburg                                                                | [ 1 ]                                                                                 |
| 1. PŚ | 10–12 listopada 2023 | Obihiro             | 500 m (2) (11.11)                                                                     | Femke Kok                                                                             | Jutta Leerdam                                                                         | Kimi Goetz                                                                            | [ 1 ]                                                                                 |
| 1. PŚ | 10–12 listopada 2023 | Obihiro             | 1500 m (11.11)                                                                        | Miho Takagi                                                                           | Antoinette Rijpma-de Jong                                                             | Kimi Goetz                                                                            | [ 1 ]                                                                                 |
| 1. PŚ | 10–12 listopada 2023 | Obihiro             | Bieg drużynowy (11.11)                                                                | Japonia Momoka Horikawa · Miho Takagi · Ayano Satō                                    | Kanada Ivanie Blondin · Isabelle Weidemann · Valérie Maltais                          | Holandia Joy Beune · Esther Kiel · Reina Anema                                        | [ 1 ]                                                                                 |
| 1. PŚ | 10–12 listopada 2023 | Obihiro             | 3000 m (12.11)                                                                        | Ragne Wiklund                                                                         | Momoka Horikawa                                                                       | Antoinette Rijpma-de Jong                                                             | [ 1 ]                                                                                 |
| 2. PŚ | 17–19 listopada 2023 | Pekin               | 1500 m (17.11)                                                                        | Miho Takagi                                                                           | Han Mei                                                                               | Li Qishi                                                                              | [ 2 ]                                                                                 |
| 2. PŚ | 17–19 listopada 2023 | Pekin               | 500 m (1) (17.11)                                                                     | Erin Jackson                                                                          | Kimi Goetz                                                                            | Kim Min-sun                                                                           | [ 2 ]                                                                                 |
| 2. PŚ | 17–19 listopada 2023 | Pekin               | 1000 m (18.11)                                                                        | Miho Takagi                                                                           | Kimi Goetz                                                                            | Jutta Leerdam                                                                         | [ 2 ]                                                                                 |
| 2. PŚ | 17–19 listopada 2023 | Pekin               | Bieg masowy (18.11)                                                                   | Marijke Groenewoud                                                                    | Ivanie Blondin                                                                        | Valérie Maltais                                                                       | [ 2 ]                                                                                 |
| 2. PŚ | 17–19 listopada 2023 | Pekin               | 500 m (2) (19.11)                                                                     | Erin Jackson                                                                          | Kim Min-sun                                                                           | Jutta Leerdam                                                                         | [ 2 ]                                                                                 |
| 2. PŚ | 17–19 listopada 2023 | Pekin               | 3000 m (19.11)                                                                        | Ragne Wiklund                                                                         | Martina Sáblíková                                                                     | Han Mei                                                                               | [ 2 ]                                                                                 |
| 2. PŚ | 17–19 listopada 2023 | Pekin               | Sprint drużynowy (19.11)                                                              | Holandia Helga Drost · Naomi Verkerk · Antoinette Rijpma-de Jong                      | Kanada Brooklyn McDougall · Maddison Pearman · Ivanie Blondin                         | Polska Andżelika Wójcik · Iga Wojtasik · Karolina Bosiek                              | [ 2 ]                                                                                 |
| 3. PŚ | 1–3 grudnia 2023     | Stavanger           | 1000 m (01.12)                                                                        | Jutta Leerdam                                                                         | Miho Takagi                                                                           | Antoinette Rijpma-de Jong                                                             | [ 3 ]                                                                                 |
| 3. PŚ | 1–3 grudnia 2023     | Stavanger           | Bieg masowy (01.12)                                                                   | Irene Schouten                                                                        | Valérie Maltais                                                                       | Mia Manganello-Kilburg                                                                | [ 3 ]                                                                                 |
| 3. PŚ | 1–3 grudnia 2023     | Stavanger           | 1500 m (02.12)                                                                        | Miho Takagi                                                                           | Antoinette Rijpma-de Jong                                                             | Marijke Groenewoud                                                                    | [ 3 ]                                                                                 |
| 3. PŚ | 1–3 grudnia 2023     | Stavanger           | 500 m (03.12)                                                                         | Kim Min-sun                                                                           | Erin Jackson                                                                          | Femke Kok                                                                             | [ 3 ]                                                                                 |
| 3. PŚ | 1–3 grudnia 2023     | Stavanger           | 5000 m (03.12)                                                                        | Martina Sáblíková                                                                     | Marijke Groenewoud                                                                    | Ragne Wiklund                                                                         | [ 3 ]                                                                                 |
| 3. PŚ | 1–3 grudnia 2023     | Stavanger           | Sprint drużynowy (03.12)                                                              | Stany Zjednoczone Sarah Warren · Erin Jackson · Kimi Goetz                            | Holandia Marrit Fledderus · Femke Kok · Antoinette Rijpma-de Jong                     | Kanada Carolina Hiller · Maddison Pearman · Ivanie Blondin                            | [ 3 ]                                                                                 |
| 4. PŚ | 8–10 grudnia 2023    | Tomaszów Mazowiecki | 500 m (1) (08.12)                                                                     | Kim Min-sun                                                                           | Femke Kok                                                                             | Andżelika Wójcik                                                                      | [ 4 ]                                                                                 |
| 4. PŚ | 8–10 grudnia 2023    | Tomaszów Mazowiecki | 3000 m (08.12)                                                                        | Ragne Wiklund                                                                         | Marijke Groenewoud                                                                    | Irene Schouten                                                                        | [ 4 ]                                                                                 |
| 4. PŚ | 8–10 grudnia 2023    | Tomaszów Mazowiecki | 1500 m (09.12)                                                                        | Miho Takagi                                                                           | Marijke Groenewoud                                                                    | Joy Beune                                                                             | [ 4 ]                                                                                 |
| 4. PŚ | 8–10 grudnia 2023    | Tomaszów Mazowiecki | 500 m (2) (09.12)                                                                     | Erin Jackson                                                                          | Kim Min-sun                                                                           | Femke Kok                                                                             | [ 4 ]                                                                                 |
| 4. PŚ | 8–10 grudnia 2023    | Tomaszów Mazowiecki | Bieg drużynowy (09.12)                                                                | Japonia Momoka Horikawa · Miho Takagi · Ayano Satō                                    | Kanada Valérie Maltais · Béatrice Lamarche · Ivanie Blondin                           | Polska Natalia Jabrzyk · Karolina Bosiek · Magdalena Czyszczoń                        | [ 4 ]                                                                                 |
| 4. PŚ | 8–10 grudnia 2023    | Tomaszów Mazowiecki | 1000 m (10.12)                                                                        | Miho Takagi                                                                           | Brittany Bowe                                                                         | Kimi Goetz                                                                            | [ 4 ]                                                                                 |
| 4. PŚ | 8–10 grudnia 2023    | Tomaszów Mazowiecki | Bieg masowy (10.12)                                                                   | Irene Schouten                                                                        | Ivanie Blondin                                                                        | Mia Manganello-Kilburg                                                                | [ 4 ]                                                                                 |
|       | 5–7 stycznia 2024    | Heerenveen          | 4. Mistrzostwa Europy na Dystansach                                                   | 4. Mistrzostwa Europy na Dystansach                                                   | 4. Mistrzostwa Europy na Dystansach                                                   | 4. Mistrzostwa Europy na Dystansach                                                   | 4. Mistrzostwa Europy na Dystansach                                                   |
|       | 19–21 stycznia 2024  | Salt Lake City      | 4. Mistrzostwa Czterech Kontynentów                                                   | 4. Mistrzostwa Czterech Kontynentów                                                   | 4. Mistrzostwa Czterech Kontynentów                                                   | 4. Mistrzostwa Czterech Kontynentów                                                   | 4. Mistrzostwa Czterech Kontynentów                                                   |
| 5. PŚ | 26–28 stycznia 2024  | Salt Lake City      | 1000 m (1) (26.01)                                                                    | Miho Takagi                                                                           | Kimi Goetz                                                                            | Han Mei                                                                               | [ 5 ]                                                                                 |
| 5. PŚ | 26–28 stycznia 2024  | Salt Lake City      | 3000 m (26.01)                                                                        | Joy Beune                                                                             | Irene Schouten                                                                        | Valérie Maltais                                                                       | [ 5 ]                                                                                 |
| 5. PŚ | 26–28 stycznia 2024  | Salt Lake City      | 500 m (27.01)                                                                         | Erin Jackson                                                                          | Kimi Goetz                                                                            | Kim Min-sun                                                                           | [ 5 ]                                                                                 |
| 5. PŚ | 26–28 stycznia 2024  | Salt Lake City      | 1500 m (27.01)                                                                        | Miho Takagi                                                                           | Antoinette Rijpma-de Jong                                                             | Joy Beune                                                                             | [ 5 ]                                                                                 |
| 5. PŚ | 26–28 stycznia 2024  | Salt Lake City      | Bieg drużynowy (27.01)                                                                | Kanada Valérie Maltais · Isabelle Weidemann · Ivanie Blondin                          | Japonia Yuna Onodera · Ayano Satō · Momoka Horikawa                                   | Stany Zjednoczone Brittany Bowe · Mia Manganello · Giorgia Birkeland                  | [ 5 ]                                                                                 |
| 5. PŚ | 26–28 stycznia 2024  | Salt Lake City      | 1000 m (2) (28.01)                                                                    | Kimi Goetz                                                                            | Jutta Leerdam                                                                         | Femke Kok                                                                             | [ 5 ]                                                                                 |
| 5. PŚ | 26–28 stycznia 2024  | Salt Lake City      | Bieg masowy (28.01)                                                                   | Ivanie Blondin                                                                        | Irene Schouten                                                                        | Valérie Maltais                                                                       | [ 5 ]                                                                                 |
| 6. PŚ | 2–4 lutego 2024      | Quebec              | 1000 m (02.02)                                                                        | Miho Takagi                                                                           | Femke Kok                                                                             | Isabel Grevelt                                                                        | [ 6 ]                                                                                 |
| 6. PŚ | 2–4 lutego 2024      | Quebec              | 3000 m (02.02)                                                                        | Irene Schouten                                                                        | Joy Beune                                                                             | Valérie Maltais                                                                       | [ 6 ]                                                                                 |
| 6. PŚ | 2–4 lutego 2024      | Quebec              | 500 m (1) (03.02)                                                                     | Kim Min-sun                                                                           | Femke Kok                                                                             | Tian Ruining                                                                          | [ 6 ]                                                                                 |
| 6. PŚ | 2–4 lutego 2024      | Quebec              | Sprint drużynowy (03.02)                                                              | Holandia Marrit Fledderus · Naomi Verkerk · Femke Kok                                 | Polska Andżelika Wójcik · Iga Wojtasik · Karolina Bosiek                              | Kazachstan Inessa Szumiekowa · Alina Dauranowa · Jekatierina Ajdowa                   | [ 6 ]                                                                                 |
| 6. PŚ | 2–4 lutego 2024      | Quebec              | 1500 m (04.02)                                                                        | Joy Beune                                                                             | Han Mei                                                                               | Melissa Wijfje                                                                        | [ 6 ]                                                                                 |
| 6. PŚ | 2–4 lutego 2024      | Quebec              | 500 m (2) (04.02)                                                                     | Femke Kok                                                                             | Kim Min-sun                                                                           | Erin Jackson                                                                          | [ 6 ]                                                                                 |
| 6. PŚ | 2–4 lutego 2024      | Quebec              | Bieg masowy (04.02)                                                                   | Sandrine Tas                                                                          | Ramona Härdi                                                                          | Michelle Uhrig                                                                        | [ 6 ]                                                                                 |
|       | 15–18 lutego 2024    | Calgary             | 23. Mistrzostwa Świata na Dystansach                                                  | 23. Mistrzostwa Świata na Dystansach                                                  | 23. Mistrzostwa Świata na Dystansach                                                  | 23. Mistrzostwa Świata na Dystansach                                                  | 23. Mistrzostwa Świata na Dystansach                                                  |
|       | 7–10 marca 2024      | Inzell              | 116. Mistrzostwa Świata w Wieloboju i 53. Mistrzostwa Świata w Wieloboju Sprinterskim | 116. Mistrzostwa Świata w Wieloboju i 53. Mistrzostwa Świata w Wieloboju Sprinterskim | 116. Mistrzostwa Świata w Wieloboju i 53. Mistrzostwa Świata w Wieloboju Sprinterskim | 116. Mistrzostwa Świata w Wieloboju i 53. Mistrzostwa Świata w Wieloboju Sprinterskim | 116. Mistrzostwa Świata w Wieloboju i 53. Mistrzostwa Świata w Wieloboju Sprinterskim |

#### Klasyfikacje
| Lp. | Zawodniczka      | Punkty |
| --- | ---------------- | ------ |
| 1.  | Erin Jackson     | 522    |
| 2.  | Kim Min-sun      | 514    |
| 3.  | Femke Kok        | 447    |
| 4.  | Kimi Goetz       | 382    |
| 5.  | Marrit Fledderus | 362    |
| 6.  | Kurumi Inagawa   | 336    |
| 7.  | Tian Ruining     | 328    |
| 8.  | Rio Yamada       | 317    |
| 9.  | Naomi Verkerk    | 313    |
| 10. | Andżelika Wójcik | 299    |

| Lp. | Zawodniczka        | Punkty |
| --- | ------------------ | ------ |
| 1.  | Miho Takagi        | 348    |
| 2.  | Kimi Goetz         | 307    |
| 3.  | Brittany Bowe      | 297    |
| 4.  | Jutta Leerdam      | 252    |
| 5.  | Femke Kok          | 247    |
| 6.  | Han Mei            | 224    |
| 7.  | Rio Yamada         | 212    |
| 8.  | Karolina Bosiek    | 211    |
| 9.  | Ellia Smeding      | 206    |
| 10. | Jekatierina Ajdowa | 195    |

| Lp. | Zawodniczka               | Punkty |
| --- | ------------------------- | ------ |
| 1.  | Miho Takagi               | 300    |
| 2.  | Han Mei                   | 271    |
| 3.  | Joy Beune                 | 239    |
| 4.  | Marijke Groenewoud        | 220    |
| 5.  | Brittany Bowe             | 207    |
| 6.  | Ivanie Blondin            | 204    |
| 7.  | Antoinette Rijpma-de Jong | 198    |
| 8.  | Ayano Satō                | 191    |
| 9.  | Valérie Maltais           | 187    |
| 10. | Kimi Goetz                | 182    |

| Lp. | Zawodniczka        | Punkty |
| --- | ------------------ | ------ |
| 1.  | Ragne Wiklund      | 300    |
| 2.  | Martina Sáblíková  | 260    |
| 3.  | Valérie Maltais    | 249    |
| 4.  | Joy Beune          | 243    |
| 5.  | Irene Schouten     | 232    |
| 6.  | Marijke Groenewoud | 217    |
| 7.  | Sanne in 't Hof    | 208    |
| 8.  | Ivanie Blondin     | 200    |
| 9.  | Yang Binyu         | 185    |
| 10. | Momoka Horikawa    | 183    |

| Lp. | Zawodniczka         | Punkty |
| --- | ------------------- | ------ |
| 1.  | Valérie Maltais     | 263    |
| 2.  | Ivanie Blondin      | 257    |
| 3.  | Irene Schouten      | 248    |
| 4.  | Mia Manganello      | 248    |
| 5.  | Sandrine Tas        | 219    |
| 6.  | Ramona Härdi        | 183    |
| 7.  | Magdalena Czyszczoń | 183    |
| 8.  | Kaitlyn McGregor    | 178    |
| 9.  | Michelle Uhrig      | 174    |
| 10. | Marijke Groenewoud  | 169    |

| Lp. | Reprezentacja     | Punkty |
| --- | ----------------- | ------ |
| 1.  | Japonia           | 174    |
| 2.  | Kanada            | 168    |
| 3.  | Polska            | 134    |
| 4.  | Stany Zjednoczone | 120    |
| 5.  | Chiny             | 119    |
| 6.  | Szwajcaria        | 112    |
| 7.  | Niemcy            | 110    |
| 8.  | Włochy            | 107    |
| 9.  | Korea Południowa  | 101    |
| 10. | Holandia          | 88     |

| Lp. | Reprezentacja     | Punkty |
| --- | ----------------- | ------ |
| 1.  | Holandia          | 264    |
| 2.  | Polska            | 237    |
| 3.  | Chiny             | 222    |
| 4.  | Niemcy            | 194    |
| 5.  | Stany Zjednoczone | 184    |
| 6.  | Kazachstan        | 162    |
| 7.  | Korea Południowa  | 154    |
| 8.  | Kanada            | 145    |
| 9.  | Japonia           | 74     |
| 10. | Norwegia          | 72     |

### Mężczyźni
| Lp.   | Data                 | Miejscowość         | Konkurencja                                                                           | 1. miejsce                                                                            | 2. miejsce                                                                            | 3. miejsce                                                                            | Źródło                                                                                |
| ----- | -------------------- | ------------------- | ------------------------------------------------------------------------------------- | ------------------------------------------------------------------------------------- | ------------------------------------------------------------------------------------- | ------------------------------------------------------------------------------------- | ------------------------------------------------------------------------------------- |
| 1. PŚ | 10–12 listopada 2023 | Obihiro             | 500 m (1) (10.11)                                                                     | Tatsuya Shinhama                                                                      | Wataru Morishige                                                                      | Yuma Murakami                                                                         | [ 1 ]                                                                                 |
| 1. PŚ | 10–12 listopada 2023 | Obihiro             | 1000 m (10.11)                                                                        | Masaya Yamada                                                                         | Ning Zhongyan                                                                         | Jordan Stolz                                                                          | [ 1 ]                                                                                 |
| 1. PŚ | 10–12 listopada 2023 | Obihiro             | Bieg masowy (10.11)                                                                   | Bart Hoolwerf                                                                         | Bart Swings                                                                           | Livio Wenger                                                                          | [ 1 ]                                                                                 |
| 1. PŚ | 10–12 listopada 2023 | Obihiro             | 1500 m (11.11)                                                                        | Masaya Yamada                                                                         | Jordan Stolz                                                                          | Ning Zhongyan                                                                         | [ 1 ]                                                                                 |
| 1. PŚ | 10–12 listopada 2023 | Obihiro             | Bieg drużynowy (11.11)                                                                | Norwegia Sander Eitrem · Peder Kongshaug · Sverre Lunde Pedersen                      | Włochy Andrea Giovannini · Davide Ghiotto · Michele Malfatti                          | Stany Zjednoczone Ethan Cepuran · Emery Lehman · Conor McDermott-Mostowy              | [ 1 ]                                                                                 |
| 1. PŚ | 10–12 listopada 2023 | Obihiro             | 500 m (2) (12.11)                                                                     | Wataru Morishige                                                                      | Tatsuya Shinhama                                                                      | Jordan Stolz                                                                          | [ 1 ]                                                                                 |
| 1. PŚ | 10–12 listopada 2023 | Obihiro             | 5000 m (12.11)                                                                        | Patrick Roest                                                                         | Davide Ghiotto                                                                        | Sander Eitrem                                                                         | [ 1 ]                                                                                 |
| 2. PŚ | 17–19 listopada 2023 | Pekin               | 500 m (1) (17.11)                                                                     | Wataru Morishige                                                                      | Yuma Murakami                                                                         | Kim Jun-ho                                                                            | [ 2 ]                                                                                 |
| 2. PŚ | 17–19 listopada 2023 | Pekin               | 1500 m (17.11)                                                                        | Kjeld Nuis                                                                            | Patrick Roest                                                                         | Ning Zhongyan                                                                         | [ 2 ]                                                                                 |
| 2. PŚ | 17–19 listopada 2023 | Pekin               | 500 m (2) (18.11)                                                                     | Wataru Morishige                                                                      | Laurent Dubreuil                                                                      | Yuma Murakami                                                                         | [ 2 ]                                                                                 |
| 2. PŚ | 17–19 listopada 2023 | Pekin               | 5000 m (18.11)                                                                        | Patrick Roest                                                                         | Davide Ghiotto                                                                        | Sander Eitrem                                                                         | [ 2 ]                                                                                 |
| 2. PŚ | 17–19 listopada 2023 | Pekin               | Sprint drużynowy (18.11)                                                              | Stany Zjednoczone Austin Kleba · Cooper McLeod · Zach Stoppelmoor                     | Chiny Liu Bin · Du Haonan · Ning Zhongyan                                             | Holandia Jenning de Boo · Wesly Dijs · Louis Hollaar                                  | [ 2 ]                                                                                 |
| 2. PŚ | 17–19 listopada 2023 | Pekin               | 1000 m (19.11)                                                                        | Kjeld Nuis                                                                            | Håvard Holmefjord Lorentzen                                                           | Ning Zhongyan                                                                         | [ 2 ]                                                                                 |
| 2. PŚ | 17–19 listopada 2023 | Pekin               | Bieg masowy (19.11)                                                                   | Andrea Giovannini                                                                     | Daniele Di Stefano                                                                    | Bart Swings                                                                           | [ 2 ]                                                                                 |
| 3. PŚ | 1–3 grudnia 2023     | Stavanger           | 1000 m (01.12)                                                                        | Kjeld Nuis                                                                            | Tatsuya Shinhama                                                                      | Kazuya Yamada                                                                         | [ 3 ]                                                                                 |
| 3. PŚ | 1–3 grudnia 2023     | Stavanger           | Bieg masowy (01.12)                                                                   | Marcel Bosker                                                                         | Livio Wenger                                                                          | Bart Swings                                                                           | [ 3 ]                                                                                 |
| 3. PŚ | 1–3 grudnia 2023     | Stavanger           | 500 m (02.12)                                                                         | Wataru Morishige                                                                      | Gao Tingyu                                                                            | Tatsuya Shinhama                                                                      | [ 3 ]                                                                                 |
| 3. PŚ | 1–3 grudnia 2023     | Stavanger           | 10 000 m (02.12)                                                                      | Davide Ghiotto                                                                        | Ted-Jan Bloemen                                                                       | Michele Malfatti                                                                      | [ 3 ]                                                                                 |
| 3. PŚ | 1–3 grudnia 2023     | Stavanger           | 1500 m (03.12)                                                                        | Jordan Stolz                                                                          | Kjeld Nuis                                                                            | Kazuya Yamada                                                                         | [ 3 ]                                                                                 |
| 3. PŚ | 1–3 grudnia 2023     | Stavanger           | Sprint drużynowy (03.12)                                                              | Norwegia Pål Myhren Kristensen · Bjørn Magnussen · Håvard Holmefjord Lorentzen        | Stany Zjednoczone Austin Kleba · Cooper McLeod · Zach Stoppelmoor                     | Polska Marek Kania · Piotr Michalski · Damian Żurek                                   | [ 3 ]                                                                                 |
| 4. PŚ | 8–10 grudnia 2023    | Tomaszów Mazowiecki | 1000 m (08.12)                                                                        | Jordan Stolz                                                                          | Ryota Kojima                                                                          | Hein Otterspeer                                                                       | [ 4 ]                                                                                 |
| 4. PŚ | 8–10 grudnia 2023    | Tomaszów Mazowiecki | Bieg masowy (08.12)                                                                   | Andrea Giovannini                                                                     | Chung Jae-won                                                                         | Bart Hoolwerf                                                                         | [ 4 ]                                                                                 |
| 4. PŚ | 8–10 grudnia 2023    | Tomaszów Mazowiecki | 500 m (1) (09.12)                                                                     | Gao Tingyu                                                                            | Laurent Dubreuil                                                                      | Wataru Morishige                                                                      | [ 4 ]                                                                                 |
| 4. PŚ | 8–10 grudnia 2023    | Tomaszów Mazowiecki | 1500 m (09.12)                                                                        | Peder Kongshaug                                                                       | Jordan Stolz                                                                          | Ning Zhongyan                                                                         | [ 4 ]                                                                                 |
| 4. PŚ | 8–10 grudnia 2023    | Tomaszów Mazowiecki | Bieg drużynowy (09.12)                                                                | Stany Zjednoczone Casey Dawson · Emery Lehman · Ethan Cepuran                         | Włochy Andrea Giovannini · Davide Ghiotto · Michele Malfatti                          | Norwegia Peder Kongshaug · Hallgeir Engebråten · Sverre Lunde Pedersen                | [ 4 ]                                                                                 |
| 4. PŚ | 8–10 grudnia 2023    | Tomaszów Mazowiecki | 500 m (2) (10.12)                                                                     | Laurent Dubreuil                                                                      | Gao Tingyu                                                                            | Damian Żurek                                                                          | [ 4 ]                                                                                 |
| 4. PŚ | 8–10 grudnia 2023    | Tomaszów Mazowiecki | 5000 m (10.12)                                                                        | Patrick Roest                                                                         | Hallgeir Engebråten                                                                   | Davide Ghiotto                                                                        | [ 4 ]                                                                                 |
|       | 5–7 stycznia 2024    | Heerenveen          | 4. Mistrzostwa Europy na Dystansach                                                   | 4. Mistrzostwa Europy na Dystansach                                                   | 4. Mistrzostwa Europy na Dystansach                                                   | 4. Mistrzostwa Europy na Dystansach                                                   | 4. Mistrzostwa Europy na Dystansach                                                   |
|       | 19–21 stycznia 2024  | Salt Lake City      | 4. Mistrzostwa Czterech Kontynentów                                                   | 4. Mistrzostwa Czterech Kontynentów                                                   | 4. Mistrzostwa Czterech Kontynentów                                                   | 4. Mistrzostwa Czterech Kontynentów                                                   | 4. Mistrzostwa Czterech Kontynentów                                                   |
| 5. PŚ | 26–28 stycznia 2024  | Salt Lake City      | 1000 m (1) (26.01)                                                                    | Jordan Stolz                                                                          | Ning Zhongyan                                                                         | David Bosa                                                                            | [ 5 ]                                                                                 |
| 5. PŚ | 26–28 stycznia 2024  | Salt Lake City      | Bieg masowy (26.01)                                                                   | Chung Jae-won                                                                         | Bart Swings                                                                           | Bart Hoolwerf                                                                         | [ 5 ]                                                                                 |
| 5. PŚ | 26–28 stycznia 2024  | Salt Lake City      | 1500 m (27.01)                                                                        | Jordan Stolz                                                                          | Ning Zhongyan                                                                         | Wesly Dijs                                                                            | [ 5 ]                                                                                 |
| 5. PŚ | 26–28 stycznia 2024  | Salt Lake City      | 500 m (27.01)                                                                         | Jordan Stolz                                                                          | Laurent Dubreuil                                                                      | Yuma Murakami                                                                         | [ 5 ]                                                                                 |
| 5. PŚ | 26–28 stycznia 2024  | Salt Lake City      | Bieg drużynowy (27.01)                                                                | Stany Zjednoczone Casey Dawson · Emery Lehman · Ethan Cepuran                         | Norwegia Sander Eitrem · Peder Kongshaug · Sverre Lunde Pedersen                      | Włochy Andrea Giovannini · Davide Ghiotto · Michele Malfatti                          | [ 5 ]                                                                                 |
| 5. PŚ | 26–28 stycznia 2024  | Salt Lake City      | 1000 m (2) (28.01)                                                                    | Jordan Stolz                                                                          | Tim Prins                                                                             | Tatsuya Shinhama                                                                      | [ 5 ]                                                                                 |
| 5. PŚ | 26–28 stycznia 2024  | Salt Lake City      | 5000 m (28.01)                                                                        | Patrick Roest                                                                         | Davide Ghiotto                                                                        | Ted-Jan Bloemen                                                                       | [ 5 ]                                                                                 |
| 6. PŚ | 2–4 lutego 2024      | Quebec              | 1000 m (02.02)                                                                        | Jordan Stolz                                                                          | Tatsuya Shinhama                                                                      | Ning Zhongyan                                                                         | [ 6 ]                                                                                 |
| 6. PŚ | 2–4 lutego 2024      | Quebec              | 5000 m (02.02)                                                                        | Ted-Jan Bloemen                                                                       | Davide Ghiotto                                                                        | Hallgeir Engebråten                                                                   | [ 6 ]                                                                                 |
| 6. PŚ | 2–4 lutego 2024      | Quebec              | 1500 m (03.02)                                                                        | Jordan Stolz                                                                          | Ning Zhongyan                                                                         | Connor Howe                                                                           | [ 6 ]                                                                                 |
| 6. PŚ | 2–4 lutego 2024      | Quebec              | 500 m (1) (03.02)                                                                     | Jordan Stolz                                                                          | Laurent Dubreuil                                                                      | Yuma Murakami                                                                         | [ 6 ]                                                                                 |
| 6. PŚ | 2–4 lutego 2024      | Quebec              | Bieg masowy (03.02)                                                                   | Shomu Sasaki                                                                          | Chung Jae-won                                                                         | Livio Wenger                                                                          | [ 6 ]                                                                                 |
| 6. PŚ | 2–4 lutego 2024      | Quebec              | 500 m (2) (04.02)                                                                     | Jordan Stolz                                                                          | Marek Kania                                                                           | Piotr Michalski                                                                       | [ 6 ]                                                                                 |
| 6. PŚ | 2–4 lutego 2024      | Quebec              | Sprint drużynowy (04.02)                                                              | Polska Marek Kania · Piotr Michalski · Damian Żurek                                   | Norwegia Henrik Fagerli Rukke · Bjørn Magnussen · Håvard Holmefjord Lorentzen         | Stany Zjednoczone Austin Kleba · Cooper McLeod · Zach Stoppelmoor                     | [ 6 ]                                                                                 |
|       | 15–18 lutego 2024    | Calgary             | 23. Mistrzostwa Świata na Dystansach                                                  | 23. Mistrzostwa Świata na Dystansach                                                  | 23. Mistrzostwa Świata na Dystansach                                                  | 23. Mistrzostwa Świata na Dystansach                                                  | 23. Mistrzostwa Świata na Dystansach                                                  |
|       | 7–10 marca 2024      | Inzell              | 116. Mistrzostwa Świata w Wieloboju i 53. Mistrzostwa Świata w Wieloboju Sprinterskim | 116. Mistrzostwa Świata w Wieloboju i 53. Mistrzostwa Świata w Wieloboju Sprinterskim | 116. Mistrzostwa Świata w Wieloboju i 53. Mistrzostwa Świata w Wieloboju Sprinterskim | 116. Mistrzostwa Świata w Wieloboju i 53. Mistrzostwa Świata w Wieloboju Sprinterskim | 116. Mistrzostwa Świata w Wieloboju i 53. Mistrzostwa Świata w Wieloboju Sprinterskim |

#### Klasyfikacje
| Lp. | Zawodnik         | Punkty |
| --- | ---------------- | ------ |
| 1.  | Wataru Morishige | 483    |
| 2.  | Laurent Dubreuil | 466    |
| 3.  | Yuma Murakami    | 449    |
| 4.  | Jordan Stolz     | 375    |
| 5.  | Kim Jun-ho       | 366    |
| 6.  | Tatsuya Shinhama | 360    |
| 7.  | Marek Kania      | 330    |
| 8.  | Damian Żurek     | 318    |
| 9.  | Janno Botman     | 306    |
| 10. | Yudai Yamamoto   | 295    |

| Lp. | Zawodnik                    | Punkty |
| --- | --------------------------- | ------ |
| 1.  | Ning Zhongyan               | 319    |
| 2.  | Jordan Stolz                | 316    |
| 3.  | Tatsuya Shinhama            | 257    |
| 4.  | Tim Prins                   | 256    |
| 5.  | Håvard Holmefjord Lorentzen | 252    |
| 6.  | Marten Liiv                 | 235    |
| 7.  | Taiyo Nonomura              | 232    |
| 8.  | David Bosa                  | 230    |
| 9.  | Kjeld Nuis                  | 228    |
| 10. | Damian Żurek                | 218    |

| Lp. | Zawodnik            | Punkty |
| --- | ------------------- | ------ |
| 1.  | Ning Zhongyan       | 292    |
| 2.  | Jordan Stolz        | 288    |
| 3.  | Wesly Dijs          | 224    |
| 4.  | Hallgeir Engebråten | 202    |
| 5.  | Connor Howe         | 198    |
| 6.  | Patrick Roest       | 196    |
| 7.  | Peder Kongshaug     | 195    |
| 8.  | Kazuya Yamada       | 192    |
| 9.  | Hendrik Dombek      | 191    |
| 10. | Taiyo Nonomura      | 178    |

| Lp. | Zawodnik              | Punkty |
| --- | --------------------- | ------ |
| 1.  | Davide Ghiotto        | 324    |
| 2.  | Ted-Jan Bloemen       | 291    |
| 3.  | Patrick Roest         | 274    |
| 4.  | Hallgeir Engebråten   | 244    |
| 5.  | Michele Malfatti      | 241    |
| 6.  | Sverre Lunde Pedersen | 219    |
| 7.  | Bart Swings           | 186    |
| 8.  | Wu Yu                 | 184    |
| 9.  | Casey Dawson          | 184    |
| 10. | Seitaro Ichinohe      | 179    |

| Lp. | Zawodnik                 | Punkty |
| --- | ------------------------ | ------ |
| 1.  | Andrea Giovannini        | 274    |
| 2.  | Chung Jae-won            | 269    |
| 3.  | Bart Hoolwerf            | 263    |
| 4.  | Livio Wenger             | 254    |
| 5.  | Bart Swings              | 247    |
| 6.  | Marcel Bosker            | 205    |
| 7.  | Daniele Di Stefano       | 203    |
| 8.  | Kota Kikuchi             | 197    |
| 9.  | Timothy Loubineaud       | 187    |
| 10. | Antoine Gélinas-Beaulieu | 180    |

| Lp. | Reprezentacja     | Punkty |
| --- | ----------------- | ------ |
| 1.  | Stany Zjednoczone | 168    |
| 2.  | Norwegia          | 162    |
| 3.  | Włochy            | 156    |
| 4.  | Holandia          | 126    |
| 5.  | Chiny             | 124    |
| 6.  | Kanada            | 117    |
| 7.  | Belgia            | 117    |
| 8.  | Japonia           | 112    |
| 9.  | Francja           | 109    |
| 10. | Polska            | 105    |

| Lp. | Reprezentacja     | Punkty |
| --- | ----------------- | ------ |
| 1.  | Stany Zjednoczone | 246    |
| 2.  | Polska            | 240    |
| 3.  | Chiny             | 238    |
| 4.  | Niemcy            | 200    |
| 5.  | Norwegia          | 197    |
| 6.  | Holandia          | 178    |
| 7.  | Kazachstan        | 135    |
| 8.  | Kanada            | 117    |
| 9.  | Korea Południowa  | 116    |
| 10. | Włochy            | 79     |

### Konkurencje mieszane
| Lp.   | Data              | Miejscowość    | Konkurencja       | 1. miejsce                      | 2. miejsce                             | 3. miejsce                                             | Źródło |
| ----- | ----------------- | -------------- | ----------------- | ------------------------------- | -------------------------------------- | ------------------------------------------------------ | ------ |
| 1. PŚ | 12 listopada 2023 | Obihiro        | Sztafeta mieszana | Holandia Wesly Dijs · Femke Kok | Polska Damian Żurek · Karolina Bosiek  | Stany Zjednoczone Conor McDermott-Mostowy · Kimi Goetz | [ 1 ]  |
| 5. PŚ | 28 stycznia 2024  | Salt Lake City | Sztafeta mieszana | Chiny Sun Chuanyi · Jin Wenjing | Niemcy Hendrik Dombek · Anna Ostlender | Korea Południowa Yang Ho-jun · Lee Na-hyun             | [ 5 ]  |

## Wyniki reprezentantów Polski

### Indywidualne
Kobiety
| Zawodniczka | Obihiro | Obihiro | Pekin | Pekin | Stavanger | Tomaszów Mazowiecki | Tomaszów Mazowiecki | Salt Lake City | Quebec | Quebec |        | Obihiro | Pekin  | Stavanger | Tomaszów Mazowiecki | Salt Lake City | Salt Lake City | Quebec |        | Obihiro | Pekin  | Stavanger | Tomaszów Mazowiecki | Salt Lake City | Quebec      |             | Obihiro     | Pekin       | Stavanger   | Tomaszów Mazowiecki | Salt Lake City | Quebec |    | Obihiro | Pekin | Stavanger | Tomaszów Mazowiecki | Salt Lake City | Quebec |
| Zawodniczka | 500 m   | 500 m   | 500 m | 500 m | 500 m     | 500 m               | 500 m               | 500 m          | 500 m  | 500 m  | 1000 m | 1000 m  | 1000 m | 1000 m    | 1000 m              | 1000 m         | 1000 m         | 1500 m | 1500 m | 1500 m  | 1500 m | 1500 m    | 1500 m              | 3000/5000 m    | 3000/5000 m | 3000/5000 m | 3000/5000 m | 3000/5000 m | 3000/5000 m | MS                  | MS             | MS     | MS | MS      | MS    |           |                     |                |        |
| Martyna Baran | 9       | 1       | 20    | 4     | 2         | 19                  | 20                  | 20             | 20     | 18     | 23     | 18      | 10     | 14        | 21                  | –              | 16             | –      | –      | –       | –      | –         | –                   | –              | –           | –           | –           | –           | –           | –                   | –              | –      | –  | –       | –     |           |                     |                |        |
| Karolina Bosiek | 14      | 17      | 10    | 15    | 17        | 7                   | 16                  | 16             | 14     | 10     | 11     | 9       | 12     | 10        | 13                  | 14             | 8              | 17     | dns    | 7       | wdr    | 7         | wdr                 | –              | –           | –           | –           | –           | –           | –                   | –              | –      | –  | –       | –     |           |                     |                |        |
| Magdalena Czyszczoń | –       | –       | –     | –     | –         | –                   | –                   | –              | –      | –      | –      | –       | –      | –         | –                   | –              | –              | 15     | 16     | 26      | –      | 14        | 7                   | 13             | 10          | 10          | 15          | 14          | 15          | 18                  | 20             | 4      | 11 | 15      | 5     |           |                     |                |        |
| Wiktoria Dąbrowska | –       | –       | –     | –     | –         | 26                  | 20                  | –              | –      | –      | –      | –       | –      | 25        | –                   | –              | –              | –      | –      | –       | –      | –         | –                   | –              | –           | –           | –           | –           | –           | –                   | –              | –      | –  | –       | –     |           |                     |                |        |
| Natalia Jabrzyk | –       | –       | –     | –     | –         | –                   | –                   | –              | –      | –      | 12     | 13      | 15     | 18        | 11                  | 18             | 11             | 11     | 14     | 14      | 8      | 10        | 4                   | 22             | 21          | –           | –           | 18          | –           | –                   | –              | –      | –  | –       | –     |           |                     |                |        |
| Olga Piotrowska | –       | –       | –     | –     | –         | –                   | –                   | –              | –      | –      | –      | –       | –      | –         | –                   | –              | –              | –      | –      | –       | 21     | –         | –                   | 24             | 20          | –           | 25          | 21          | 21          | 22                  | 14             | 6      | 19 | 16      | 14    |           |                     |                |        |
| Iga Wojtasik | 13      | 14      | 15    | 10    | dq        | 10                  | 11                  | dq             | 3      | 11     | 14     | 12      | 17     | 8         | 17                  | 16             | 2              | –      | –      | –       | –      | –         | –                   | –              | –           | –           | –           | –           | –           | –                   | –              | –      | –  | –       | –     |           |                     |                |        |
| Andżelika Wójcik | 3       | 12      | 15    | 1     | 10        | 3                   | 7                   | 12             | 16     | 15     | –      | –       | –      | –         | –                   | 22             | –              | –      | –      | –       | –      | –         | –                   | –              | –           | –           | –           | –           | –           | –                   | –              | –      | –  | –       | –     |           |                     |                |        |
| 1-3 Dywizja A 1-3 Dywizja B MS – Bieg masowy DNF – Zawodniczka nie ukończyła biegu DNS – Zawodniczka nie pojawiła się na starcie biegu DQ – Zawodniczka została zdyskwalifikowana WDR – Zawodniczka została wycofana ze startu |         |         |       |       |           |                     |                     |                |        |        |        |         |        |           |                     |                |                |        |        |         |        |           |                     |                |             |             |             |             |             |                     |                |        |    |         |       |           |                     |                |        |

Mężczyźni
| Zawodnik | Obihiro | Obihiro | Pekin | Pekin | Stavanger | Tomaszów Mazowiecki | Tomaszów Mazowiecki | Salt Lake City | Quebec | Quebec |        | Obihiro | Pekin  | Stavanger | Tomaszów Mazowiecki | Salt Lake City | Salt Lake City | Quebec |        | Obihiro | Pekin  | Stavanger | Tomaszów Mazowiecki | Salt Lake City | Quebec        |               | Obihiro       | Pekin         | Stavanger     | Tomaszów Mazowiecki | Salt Lake City | Quebec |    | Obihiro | Pekin | Stavanger | Tomaszów Mazowiecki | Salt Lake City | Quebec |
| Zawodnik | 500 m   | 500 m   | 500 m | 500 m | 500 m     | 500 m               | 500 m               | 500 m          | 500 m  | 500 m  | 1000 m | 1000 m  | 1000 m | 1000 m    | 1000 m              | 1000 m         | 1000 m         | 1500 m | 1500 m | 1500 m  | 1500 m | 1500 m    | 1500 m              | 5000/10 000 m  | 5000/10 000 m | 5000/10 000 m | 5000/10 000 m | 5000/10 000 m | 5000/10 000 m | MS                  | MS             | MS     | MS | MS      | MS    |           |                     |                |        |
| Kacper Abratkiewicz | –       | –       | –     | –     | –         | 19                  | –                   | –              | –      | –      | –      | –       | –      | –         | –                   | –              | –              | –      | –      | –       | –      | –         | –                   | –              | –             | –             | –             | –             | –             | –                   | –              | –      | –  | –       | –     |           |                     |                |        |
| Marcin Bachanek | –       | –       | –     | –     | –         | –                   | –                   | –              | –      | –      | –      | –       | –      | 21        | –                   | –              | –              | 18     | –      | 14      | 25     | 23        | 16                  | –              | –             | –             | –             | –             | –             | –                   | –              | –      | –  | –       | –     |           |                     |                |        |
| Artur Janicki | –       | –       | –     | –     | –         | –                   | –                   | –              | –      | –      | –      | –       | –      | –         | –                   | –              | –              | –      | –      | –       | –      | –         | –                   | –              | –             | –             | –             | 39            | –             | 4                   | 3              | 9      | 1  | 16      | 19    |           |                     |                |        |
| Marek Kania | 10      | 18      | 9     | 15    | 16        | 9                   | 13                  | 7              | 4      | 2      | 15     | 23      | 14     | 15        | 16                  | 14             | 12             | –      | –      | –       | –      | –         | –                   | –              | –             | –             | –             | –             | –             | –                   | –              | –      | –  | –       | –     |           |                     |                |        |
| Piotr Michalski | 14      | 16      | 18    | 9     | 19        | 18                  | 14                  | 14             | 6      | 3      | 19     | 8       | 12     | 9         | 23                  | 5              | 3              | –      | –      | –       | –      | –         | –                   | –              | –             | –             | –             | –             | –             | –                   | –              | –      | –  | –       | –     |           |                     |                |        |
| Szymon Palka | –       | –       | –     | –     | –         | –                   | –                   | –              | –      | –      | –      | –       | –      | –         | –                   | –              | –              | –      | –      | –       | 26     | –         | –                   | 20             | 21            | 23            | 23            | 32            | 20            | 10                  | 10             | 5      | 11 | 13      | dq    |           |                     |                |        |
| Jakub Piotrowski | 14      | 12      | 20    | –     | 19        | –                   | 19                  | 18             | 14     | 12     | 10     | –       | 13     | 16        | 25                  | 15             | 17             | –      | –      | –       | 16     | –         | –                   | –              | –             | –             | –             | –             | –             | –                   | –              | –      | –  | –       | –     |           |                     |                |        |
| Szymon Wojtakowski | –       | –       | –     | –     | –         | –                   | 24                  | –              | –      | –      | –      | –       | –      | –         | –                   | –              | –              | –      | –      | –       | 24     | –         | –                   | –              | –             | –             | –             | –             | –             | –                   | –              | –      | –  | –       | –     |           |                     |                |        |
| Damian Żurek | 16      | 20      | 5     | 16    | 7         | 7                   | 3                   | 14             | 13     | 9      | 15     | 12      | 4      | 6         | 8                   | 14             | 20             | –      | 10     | –       | –      | –         | –                   | –              | –             | –             | –             | –             | –             | –                   | –              | –      | –  | –       | –     |           |                     |                |        |
| 1-3 Dywizja A 1-3 Dywizja B MS – Bieg masowy DNF – Zawodnik nie ukończył biegu DNS – Zawodnik nie pojawił się na starcie biegu DQ – Zawodnik został zdyskwalifikowany WDR – Zawodnik został wycofany ze startu |         |         |       |       |           |                     |                     |                |        |        |        |         |        |           |                     |                |                |        |        |         |        |           |                     |                |               |               |               |               |               |                     |                |        |    |         |       |           |                     |                |        |

### Drużynowe
Kobiety / sztafety mieszane
| Zawodniczka | Obihiro | Tomaszów Mazowiecki | Salt Lake City |    | Pekin | Stavanger | Quebec |     | Obihiro | Salt Lake City |
| Zawodniczka | TP      | TP                  | TP             | TS | TS    | TS        | MGR    | MGR |         |                |
| Polska | 4       | 3                   | 4              | 3  | 4     | 2         | 2      | 6   |         |                |
| Martyna Baran | –       | –                   | –              | –  | +     | –         | –      | –   |         |                |
| Karolina Bosiek | +       | +                   | –              | +  | +     | +         | +      | +   |         |                |
| Magdalena Czyszczoń | +       | +                   | +              | –  | –     | –         | –      | –   |         |                |
| Natalia Jabrzyk | +       | +                   | +              | –  | –     | –         | –      | –   |         |                |
| Olga Piotrowska | –       | –                   | +              | –  | –     | –         | –      | –   |         |                |
| Iga Wojtasik | –       | –                   | –              | +  | –     | +         | –      | –   |         |                |
| Andżelika Wójcik | –       | –                   | –              | +  | +     | +         | –      | –   |         |                |
| 1-3 Dywizja A 1-3 Dywizja B TP – Bieg drużynowy TS – Sprint drużynowy MGR – Sztafeta mieszana DNF – Zawodniczki nie ukończyły biegu DNS – Zawodniczki nie pojawiły się na starcie biegu DQ – Zawodniczki zostały zdyskwalifikowane WDR – Zawodniczki zostały wycofane ze startu |         |                     |                |    |       |           |        |     |         |                |

Mężczyźni / sztafety mieszane
| Zawodnik | Obihiro | Tomaszów Mazowiecki | Salt Lake City |    | Pekin | Stavanger | Quebec |     | Obihiro | Salt Lake City |
| Zawodnik | TP      | TP                  | TP             | TS | TS    | TS        | MGR    | MGR |         |                |
| Polska | 2       | 4                   | 3              | 5  | 3     | 1         | 2      | 6   |         |                |
| Marcin Bachanek | +       | +                   | +              | –  | –     | –         | –      | –   |         |                |
| Artur Janicki | +       | +                   | +              | –  | –     | –         | –      | –   |         |                |
| Marek Kania | –       | –                   | –              | +  | +     | +         | –      | –   |         |                |
| Piotr Michalski | –       | –                   | –              | +  | +     | +         | –      | –   |         |                |
| Szymon Palka | +       | +                   | +              | –  | –     | –         | –      | –   |         |                |
| Damian Żurek | –       | –                   | –              | +  | +     | +         | +      | +   |         |                |
| 1-3 Dywizja A 1-3 Dywizja B TP – Bieg drużynowy TS – Sprint drużynowy MGR – Sztafeta mieszana DNF – Zawodnicy nie ukończyli biegu DNS – Zawodnicy nie pojawili się na starcie biegu DQ – Zawodnicy zostali zdyskwalifikowani WDR – Zawodnicy zostali wycofani ze startu |         |                     |                |    |       |           |        |     |         |                |